# Big Ngbandi
Pour les articles homonymes, voir Ngbandi.
Big Ngbandi (ou Ngwandi Big, Ngwandi I, Ngbandi I) est un village du Cameroun situé dans le département de la Meme et la Région du Sud-Ouest. Il fait partie de la commune de Mbonge.

## Population
En 1953, quand Small Ngbandi et Big Ngbandi étaient comptabilisés ensemble, leur population réunie s'élevait à 1 571 personnes, principalement des Mbonge, du groupe Oroko. En 1967, Big Ngbandi, seul, comptait 923 habitants.
Lors du recensement national de 2005, Big Ngbandi comptait 4 561 habitants.